# Ayapango
Ayapango är en kommun i Mexiko. Den ligger i den sydöstra delen av delstaten Mexiko och cirka 55 km nordost om huvudstaden Mexico City. Den administrativa huvudorten i kommunen Ayapango är Ayapango de Gabriel Ramos Millán, med 3 687 invånare år 2010. 
Kommunen hade sammanlagt 8 864 invånare vid folkräkningen 2010. Kommunens area är 36,41 kvadratkilometer. Ayapango tillhör regionen Texcoco.
Kommunpresient sedan 2016 är Mariana Elizabeth Piedra Bustos från Institutionella revolutionära partiet (PRI).

## Orter
De fem största samhällena i Ayapango var enligt följande vid folkräkningen 2010.
1. Ayapango de Gabriel Ramos Millán, 3 687 invånare.
2. La Colonia, 1 192 invånare.
3. Poxtla, 923 invånare.
4. Pahuacán, 808 invånare.
5. Mihuacán, 691 invånare.